# Henry John Kaiser
Henry John Kaiser (9 de mayo de 1882 - 24 de agosto de 1967) fue un empresario industrial estadounidense, conocido como el padre de la moderna construcción naval estadounidense. Fundó los Astilleros Kaiser, que construyeron los buques de la Clase Liberty durante la Segunda Guerra Mundial, y después creó Kaiser Aluminum y Kaiser Steel. Organizó el servicio de atención médica Kaiser Permanente para sus trabajadores y sus familias. Lideró Kaiser-Frazer y su sucesora Kaiser Motors, empresas de fabricación de automóviles conocidas por la seguridad de sus diseños. Asimismo, participó en grandes proyectos de construcción como la presa Hoover, e invirtió en inmuebles para luego intervenir en el negocio de las emisoras de televisión. Con la fortuna que acumuló a lo largo de su vida, fundó la Kaiser Family Foundation, una organización benéfica sin ánimo de lucro.

## Primeros años

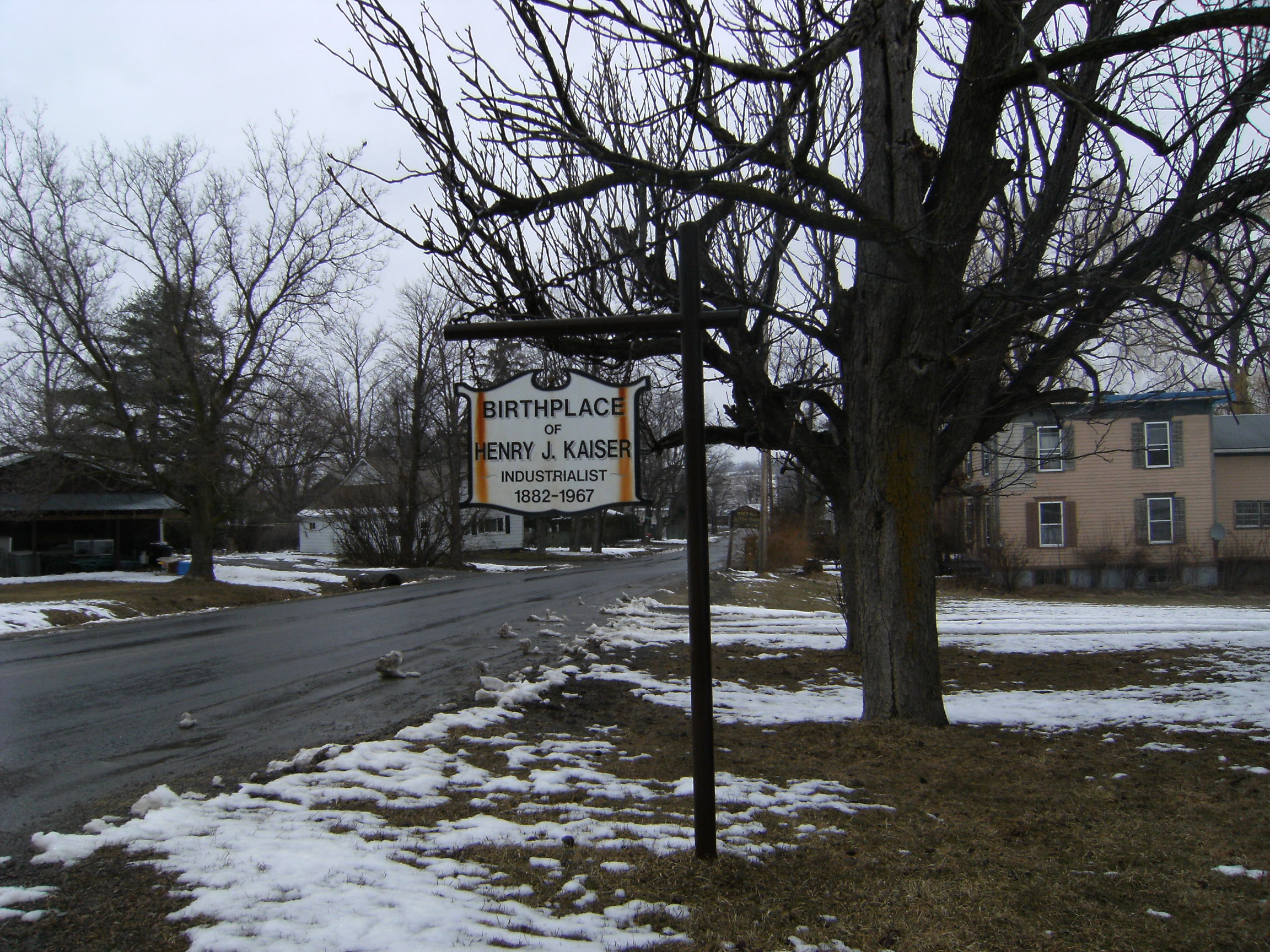
Marcador histórico junto a la casa de la infancia de Kaiser

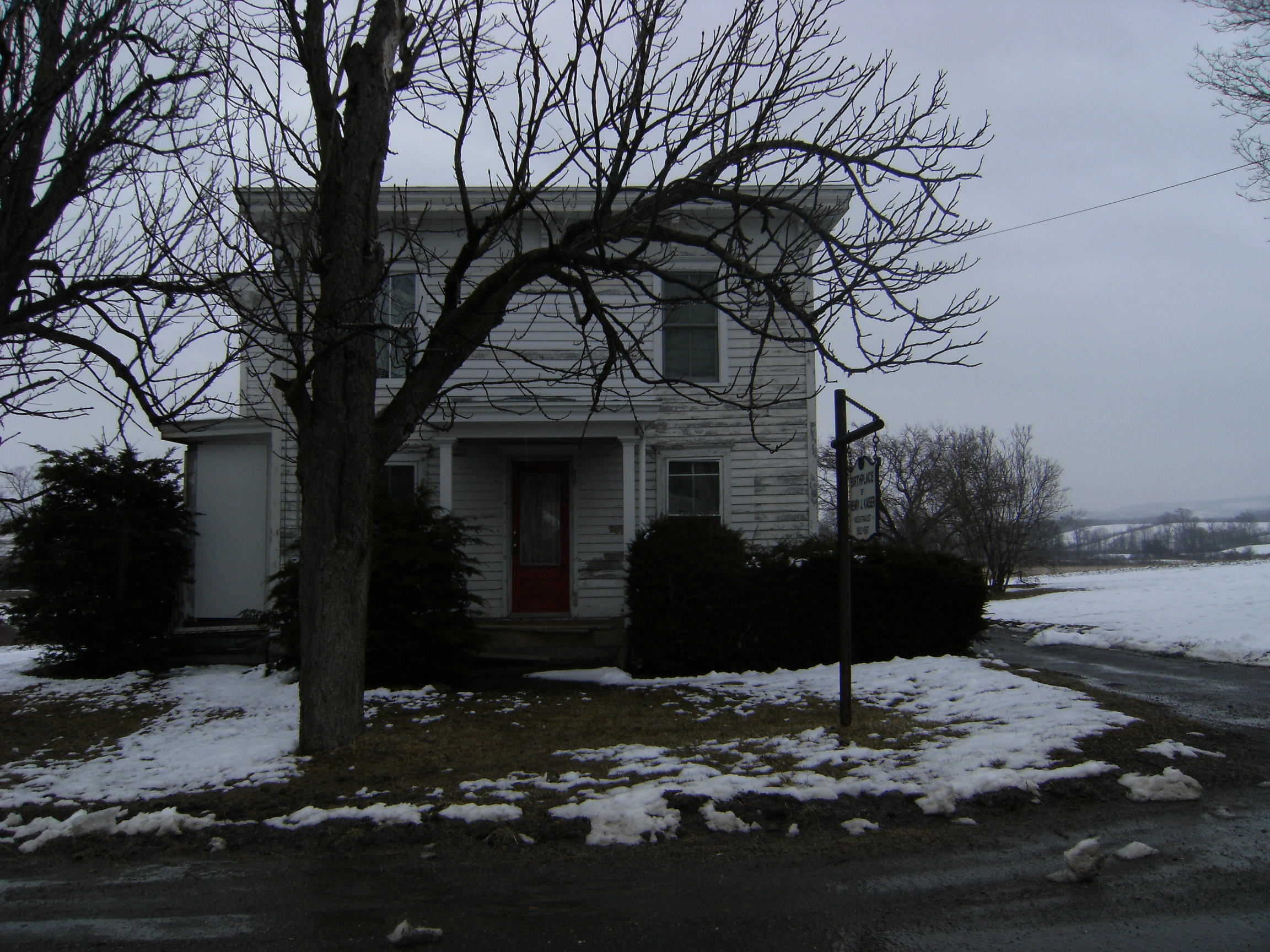
Kaiser nació en esta casa cerca de Canajoharie, Nueva York

Kaiser nació en 1882 en Sprout Brook (Nueva York). Era hijo de Franz y Anna Marie (de soltera Yops) Kaiser, inmigrantes de origen alemán. Su padre era zapatero. El primer trabajo de Kaiser fue como cajero en una tienda por departamentos de Utica (Nueva York) a la edad de 16 años. Trabajó como aprendiz de fotógrafo a temprana edad, dirigiendo un estudio en Lake Placid a la edad de 20 años. Usó sus ahorros para mudarse al estado de Washington en 1906, donde fundó una empresa de construcción especializada en trabajar en los contratos del gobierno.
Kaiser conoció a su futura esposa, Bess Fosburgh, hija de un leñador de Virginia, cuando entró en su tienda de fotografía en Lake Placid, para comprar película. El padre de Fosburgh exigió que Kaiser demostrara que era financieramente estable antes de que aceptara su matrimonio. El joven Kaiser se trasladó a Spokane y se convirtió en un importante vendedor en una empresa de utillaje, regresando diez meses después con suficiente dinero como para contentar a su futuro suegro. Se casaron el 8 de abril de 1907 y tuvieron dos hijos, Edgar Kaiser, Sr y Henry Kaiser, Jr.
Se instaló  en Vancouver, Columbia Británica, Canadá. Allí, en 1912, creó una primera empresa para la pavimentación de una carretera entre Skagit y Spokane (Washington) y Vancouver (Columbia Británica). En 1914 pasó a ser conocida como Henry J. Kaiser Co., Ltd., una de las primeras compañías en utilizar maquinaria de construcción pesada. Los primeros éxitos a nivel internacional incluyeron la construcción en 1915 de las primeras carreteras pavimentadas de hormigón en Cuba.
En 1921 Kaiser ganó su primer contrato de pavimentación en California, estableciendo su sede en Oakland. En aquellos momentos se vio beneficiado por la ampliación de la red de carreteras públicas de Estados Unidos. Kaiser fue logrando contratos de pavimentación con costes reducidos y siendo capaz de realizar las obras antes de las fechas pactadas, con una inusual estructura de gestión empresarial, en la que destacaba una buena remuneración de los trabajadores.
Su empresa se expandió significativamente en 1927, cuando obtuvo un contrato de 18 millones de dólares para construir carreteras en la provincia de Camagüey, también en Cuba. En 1931 se asoció con Bechtel Corporation para convertirse en uno de los principales contratistas en la construcción de la presa Hoover en el río Colorado (denominadas Six companies inc). El éxito de este gran proyecto, que fue terminado dos años antes de lo previsto, condujo a la construcción de más carreteras y a otros contratos de infraestructura con el Gobierno, como la construcción de la presa Bonneville en el estado de Oregón, la Presa Grand Coulee en el río Columbia (Washington) y de la presa Shasta en el río Sacramento. También construyó conducciones de gas natural en el suroeste y diferentes diques en el río Misisipi.
Mientras hacía negocios en el seno de "Six Companies, Inc.", fundó unos astilleros en Seattle y Tacoma (un negocio remotamente relacionado con su interés por las carreras de botes a motor), donde comenzó a usar técnicas de producción en masa, como emplear soldaduras en lugar de remaches.

## Segunda Guerra Mundial

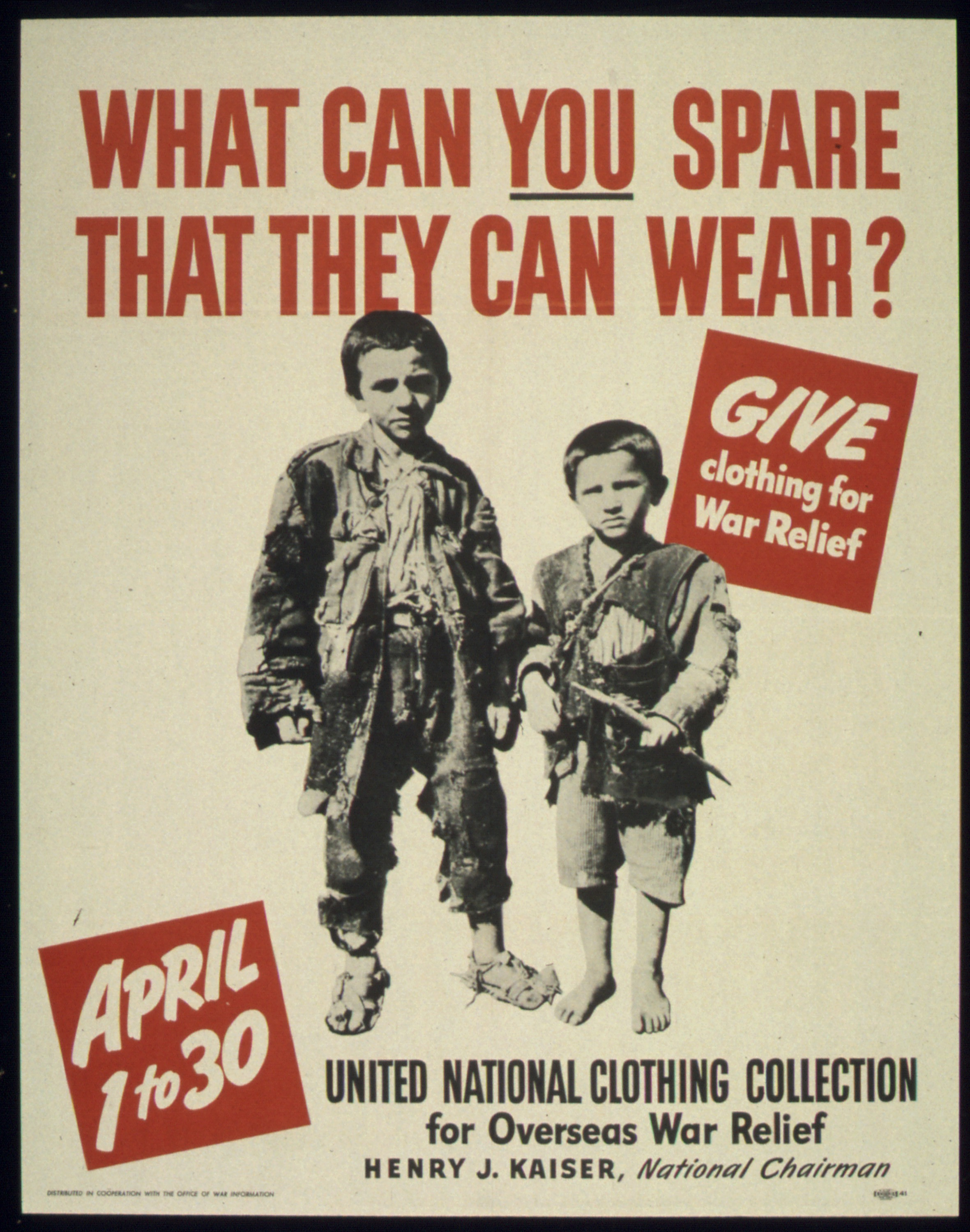
Anuncio de Kaiser alentando a la donación de ropa para los refugiados de Europa

Henry Kaiser fue uno de los primeros defensores de llevar ayuda estadounidense a quienes sufrían la agresión nazi en Europa. En 1940, un año antes de que los entonces neutrales Estados Unidos entraran en la Segunda Guerra Mundial, Kaiser era el presidente nacional de la Unión para la Recolección de Ropa para el Alivio de la Guerra Internacional, creada con el fin de proporcionar ropa a los refugiados de las zonas conquistadas por Hitler en Europa, mientras Estados Unidos todavía mantenía su postura "aislacionista".

### Construcción naval Kaiser
Kaiser luchó contra Hitler de manera mucho más directa con aquello por lo que es más famoso: el Astillero Kaiser de Richmond (California). Durante la Segunda Guerra Mundial adoptó una serie de novedosas técnicas de producción que le permitieron construir buques con un tiempo promedio de un carguero cada 45 días. Estos barcos se conocieron como la Clase Liberty, que luego se complementaron después de la mitad de la guerra con la Clase Victory mejorada, unos barcos más grandes y más rápidos. Se hizo mundialmente conocido cuando sus equipos construyeron un barco en cuatro días.
La quilla del Robert E. Peary de 10.500 toneladas se izó el domingo 8 de noviembre de 1942, y el barco se botó desde el Astillero de Richmond #2 (California) el jueves 12 de noviembre, cuatro días y 15 horas y media después. El récord anterior había sido de diez días para el barco de la Clase Liberty Joseph M. Teal.
Una visita a la planta de ensamblaje de Ford por parte de uno de sus asociados llevó a la decisión de utilizar soldadura en lugar de remachado para la construcción naval. Soldar era ventajoso porque requería menos fuerza y era más fácil de enseñar a miles de empleados, en su mayoría trabajadores no cualificados, y muchos de ellos mujeres. Kaiser adoptó el uso de grupos pequeños en la construcción de barcos. Anteriormente, cientos de trabajadores se apiñaban para completar un barco. Aunque esta práctica se había probado en la costa este y en Gran Bretaña, Kaiser pudo aprovechar al máximo el proceso mediante la construcción de nuevos astilleros utilizando este concepto.

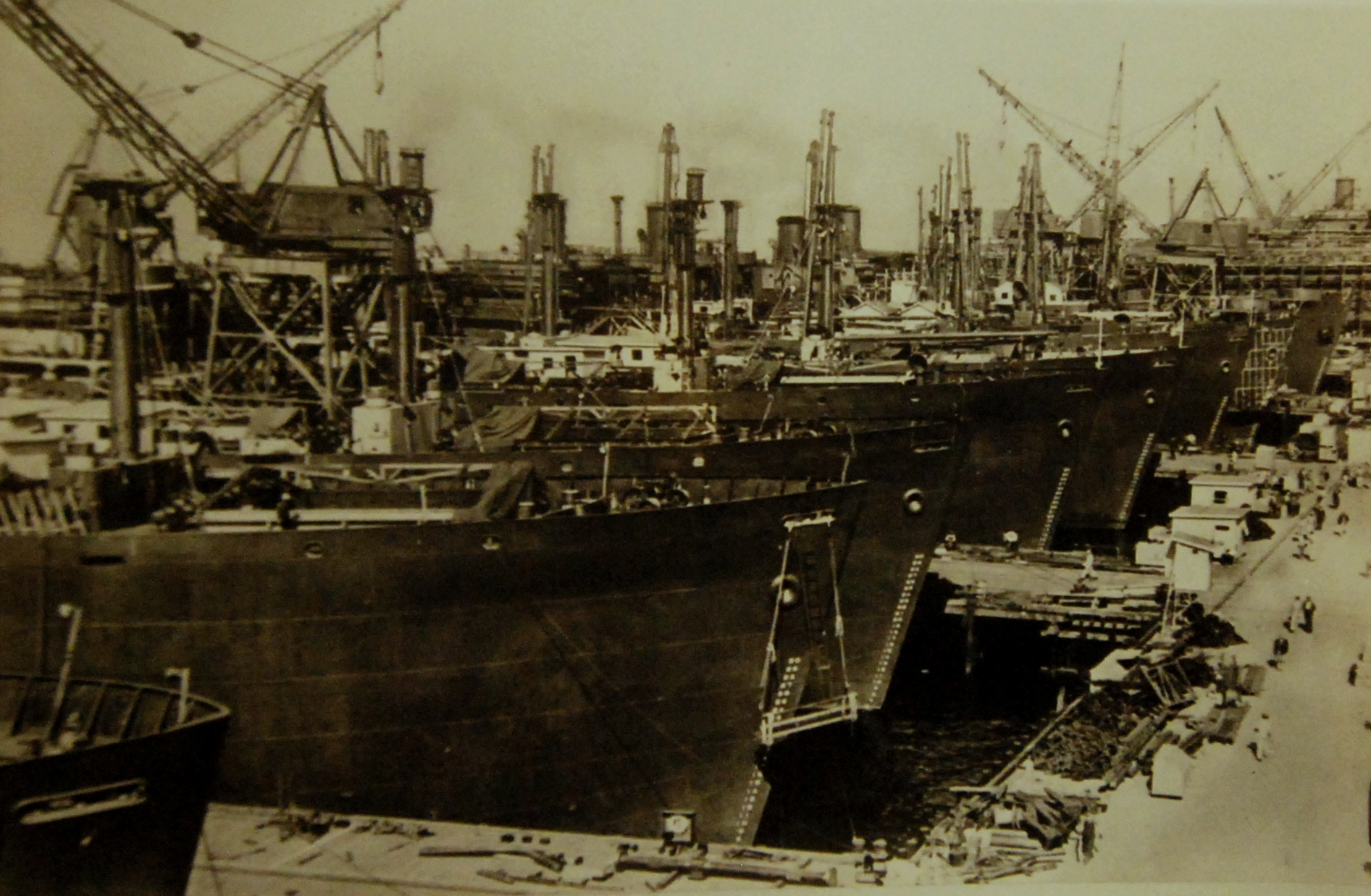
Barcos Liberty construidos por Kaiser siendo equipados, 1942

Otros astilleros de Kaiser estaban ubicados en Ryan Point (Vancouver), en el río Columbia (Estado de Washington) y en Swan Island, en Portland. Un barco más pequeño se fabricó en 71 horas y 40 minutos en el astillero de Vancouver el 16 de noviembre de 1942. Los cascos de Kaiser también se convirtieron en la base de los "portaviones de escolta" más pequeños y numerosos de Estados Unidos, más de cien portaaviones pequeños empleados tanto en el Pacífico como en el Teatro Atlántico. Los conceptos que desarrolló para la producción en masa de buques comerciales y navales siguen en uso en la actualidad.
Un inconveniente de los cascos soldados, desconocido en ese momento, era el problema de la fractura por frágilidad. Esto provocó la pérdida de algunos barcos Liberty en mares fríos, ya que las soldaduras fallaban, agrietando los cascos que en ocasiones llegaron a partirse en dos. Constance Tipper fue una de las primeras personas en descubrir por qué los barcos Liberty se partían en dos. Cambios menores en el diseño y un control de soldadura más riguroso instaurado en 1947 eliminaron las pérdidas de los barcos Liberty por este motivo hasta 1955. A través de su membresía en un grupo llamado Six Companies, Kaiser también tuvo un papel importante en la fundición Joshua Hendy Iron Works de Sunnyvale (California), que construyó las máquinas de vapor EC-2 de triple expansión para los barcos Liberty. Kaiser y sus asociados fundaron la California Shipbuilding Corporation.

### Kaiser Permanente
En los Astilleros Kaiser de Richmond, California, Kaiser instauró la idea pionera de Sidney Garfield, que trabajaba para la institución Kaiser Permanente. Inaugurado el 10 de agosto de 1942, el Hospital de Campo Kaiser Richmond para los trabajadores de los Astilleros Kaiser fue financiado por la Comisión Marítima de los Estados Unidos, patrocinado por la Fundación Permanente de Henry J. Kaiser y dirigido por el doctor Sidney Garfield. En parte debido al racionamiento de materiales durante la guerra, el hospital de campo era una estructura de madera de una sola planta diseñada en un modo modernista simple. Originalmente destinado a ser utilizado principalmente como centro de emergencia, la instalación abrió con tan solo diez camas. Las adiciones posteriores aumentaron su capacidad a 160 camas en 1944.
El Richmond Field Hospital de Kaiser sirvió como el componente de nivel medio de un sistema de atención médica de tres niveles, que incluía seis estaciones de primeros auxilios bien equipadas en los astilleros y el Hospital Permanente principal en Oakland, donde se trataron los casos más críticos. En agosto de 1944, el 92,2% de todos los empleados de los astilleros de Richmond se habían unido a Kaiser Permanente, el primer plan colectivo voluntario del país que presentaba la práctica de la medicina de empresa, prepago e importantes instalaciones médicas a gran escala. Después de la guerra, el Plan de Salud se amplió para incluir a las familias de los trabajadores. Para servir a los empleados en sus diversos negocios, Kaiser abrió instalaciones de Permanente en Walnut Creek (California), en Hawái, en el sur de California y, finalmente, en muchas otras ubicaciones. Desde entonces, se han abierto ubicaciones especialmente en California, en localidades como Dublin, Livermore, Pleasanton, Martínez, Santa Clara y Antioch.

## Etapa posterior a la Segunda Guerra Mundial

### Automóviles Kaiser

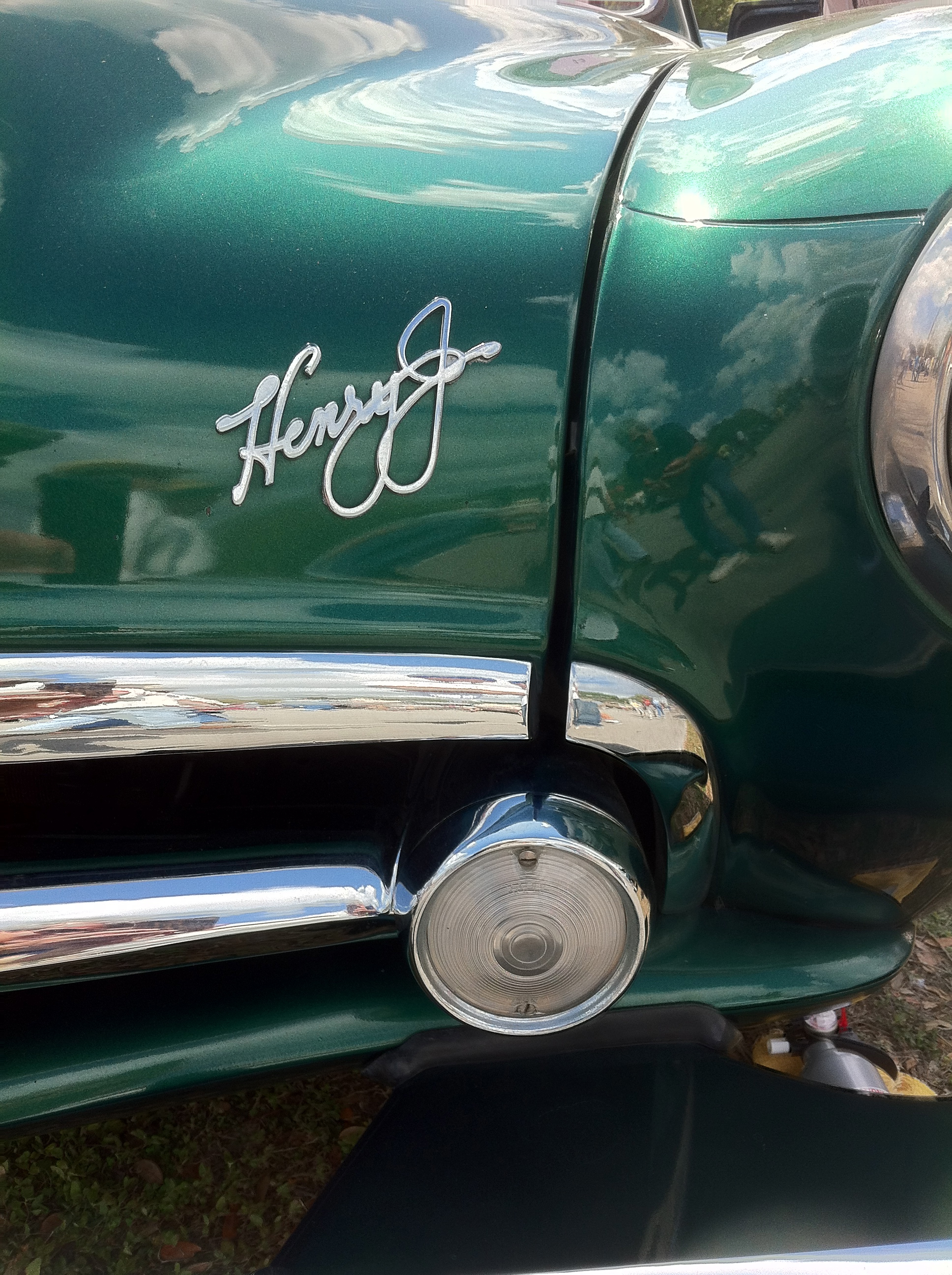
El nombre de Kaiser figuraba en el coche Henry J de 1951

#### Kaiser-Frazer
En 1945, Kaiser se asoció con el veterano ejecutivo de automóviles Joseph W. Frazer para crear una nueva empresa dedicada a la fabricación de automóviles a partir de los restos de Graham-Paige, de la que Frazer había sido presidente. La nueva empresa se denominó Kaiser-Frazer. Usó la planta de Ford Motor Company en Willow Run, Míchigan, una instalación excedente en tiempo de paz construida originalmente para la producción de aviones bombarderos durante la Segunda Guerra Mundial por parte de Ford. Kaiser-Frazer (más tarde Kaiser Motors) produjo automóviles con los nombres de Kaiser y Frazer hasta 1955, cuando abandonó el mercado estadounidense y trasladó la producción a Argentina. Aunque todavía produce vehículos Jeep, Kaiser-Willys dejó de producir turismos en los EE. UU. después de 1955. Continuaron produciendo sedanes Kaiser Carabela  en Argentina hasta 1961, idénticos a los sedanes Kaiser estadounidenses de 1955.

#### Henry J.

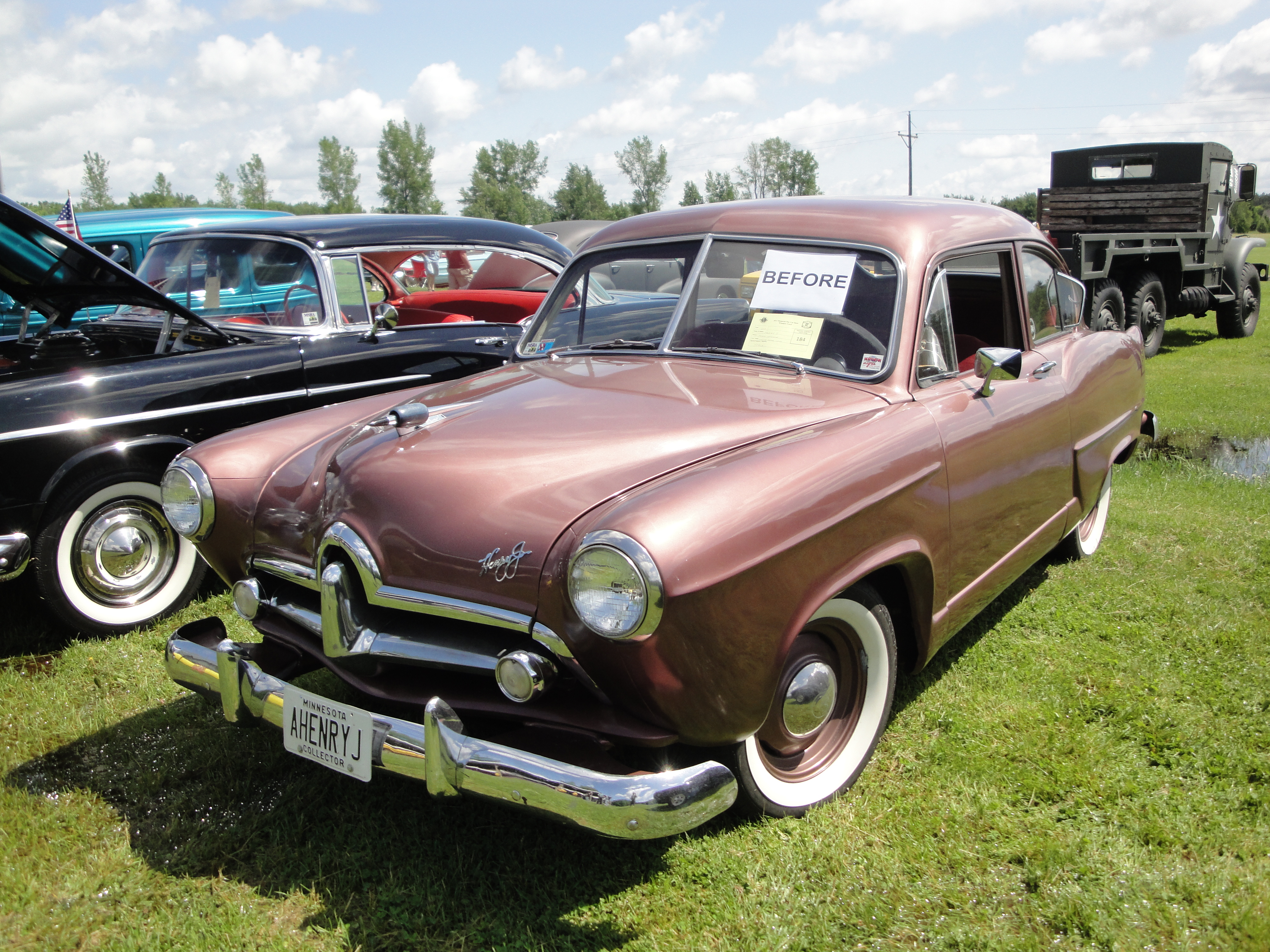
Automóvil Henry J de 1951

El Henry J fue un modelo de automóvil construido por la Kaiser-Frazer Corporation. Llevaba el nombre de su presidente, Henry J. Kaiser. La producción de modelos de seis cilindros comenzó en julio de 1950, y la producción del modelo de cuatro cilindros se inició poco después del Día del Trabajo de 1950. La presentación pública oficial se produjo el 28 de septiembre de 1950. El automóvil se comercializó hasta 1954.
Kaiser-Frazer organizó un concurso para nombrar su nuevo automóvil, siendo Henry J el nombre ganador. Una demanda de un accionista de la empresa alegó que: "El nombre es tan ridículo, que no puede justificarse por otro motivo que para satisfacer un deseo megalomaníaco profundamente arraigado de publicidad personal". Se desconoce el resultado de la demanda y al final, el coche llevó el nombre de Kaiser.

#### Jeep y Sudamérica
En 1953, Kaiser compró Willys-Overland Motors, fabricante de la línea de vehículos utilitarios Jeep, cambiando su nombre a Willys Motors. A finales de la década de 1960, las operaciones sudamericanas de Kaiser se vendieron a una empresa combinada formada por Ford y Renault. En 1963, el nombre se cambió nuevamente a Kaiser-Jeep, que finalmente se vendió a American Motors Corporation en 1970. Como parte de la transacción, Kaiser adquirió una participación del 22% en AMC, que luego se vendió.

#### Proyectos privados
A mediados de la década de 1950, Kaiser le pidió a William Besler que transformara su Kaiser Manhattan de 1953 para ser impulsado por un motor de vapor. Besler completó este encargo en 1957 o 1958. A Kaiser no le gustó el coche remodelado y se lo dejó a Besler.

### Kaiser Aluminio
Kaiser fundó Kaiser Aluminum en 1946 mediante el arrendamiento y luego la compra de instalaciones de aluminio en el estado de Washington al gobierno de los EE. UU. Las instalaciones originales incluían plantas de reducción en Mead y Tacoma, y una de laminación en Trentwood. Kaiser Aluminium se expandió para convertirse en una empresa integrada de aluminio, que extrae y refina bauxita y crea alúmina, produce aluminio primario a partir de alúmina y fabrica productos de aluminio eleborados y semielaborados.

### Fundación de la Familia Kaiser
En 1948, Kaiser estableció la Fundación de la Familia de Henry J. Kaiser (también conocida como Kaiser Family Foundation), una fundación privada, sin ánimo de lucro y con sede en EE. UU. que se centra en cuestiones de atención médica. Originalmente con sede en Oakland (California), posteriormente se trasladó a Menlo Park. A la muerte de Kaiser, la mitad de su fortuna se dejó a la fundación. Fue reorganizada y reestructurada en 1991, bajo el director ejecutivo Drew Altman. La Fundación, que no está asociada con Kaiser Permanente o con Henry John Kaiser, opera de manera independiente como un grupo de expertos, poniendo datos y análisis de la situación a disposición de los instauradores de líneas políticas, de los grupos de atención médica, de los medios de comunicación y del público en general.

### Inmobiliaria

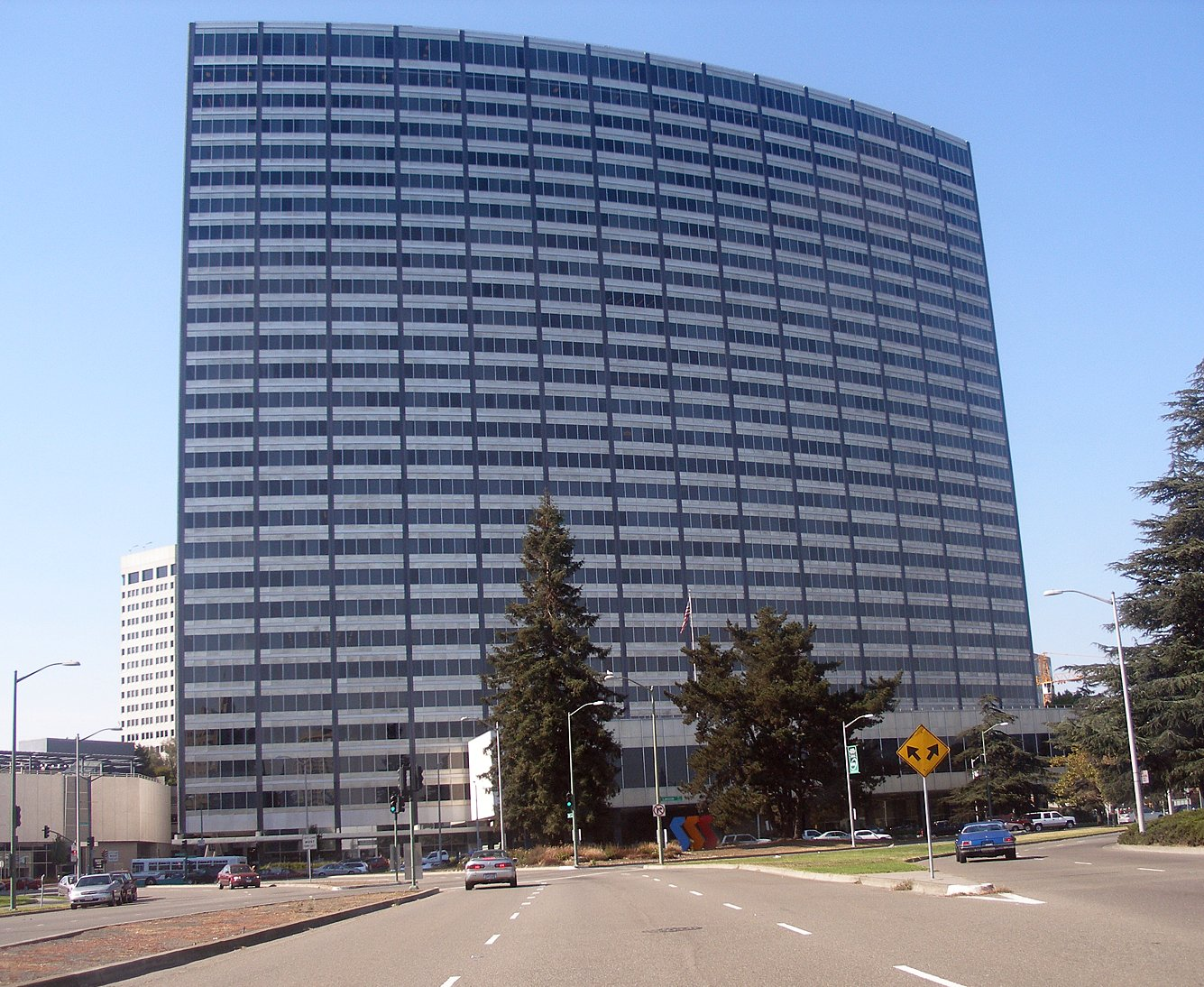
El Kaiser Center, situado en el centro de Oakland, sirvió como sede de Kaiser Industries. Hasta ese momento, era el edificio más alto de Oakland, así como "la torre de oficinas más grande al oeste de Chicago".

Como magnate inmobiliario, Kaiser fundó la comunidad suburbana de Honolulu denominada Hawaiʻi Kai. Kaiser también financió el desarrollo de Panorama City, una ciudad planificada en la zona del Valle de San Fernando de Los Ángeles. Existen escuelas con su nombre en Hawaii, Virginia del Oeste, y California.

#### Hotel Hawaii Village
Kaiser pasó muchos de sus últimos años en Honolulu, desarrollando un gran interés por mejorar su paisaje urbano. Construyó el Hotel Kaiser Hawaiian Village, hoy conocido como Hilton Hawaiian Village, utilizando Jeeps de color rosa brillante como transporte turístico. También construyó una de las primeras cúpulas geodésicas comercialmente prácticas en los Estados Unidos en este complejo y lo usó como teatro.

### Televisión
A mediados de la década de 1950, Kaiser estaba convencido de que la televisión podía dar a conocer al público los productos de la marca Kaiser. En 1957, se asoció con Warner Bros. y ABC para patrocinar la serie de televisión Maverick, promocionando productos para el hogar, incluido el papel de aluminio Kaiser y los vehículos Kaiser Jeep. En apoyo de sus proyectos en Hawái, Kaiser indujo a Warner Brothers a copiar la fórmula de su popular serie 77 Sunset Strip como una nueva serie de televisión, dando lugar a Intriga en Hawái. Aunque en realidad se filmó en los estudios de Warner Bros en Burbank, en la serie aparecían los detectives privados en el Hilton Hawaiian Village de Kaiser. El Hilton Hawaiian Village también apareció en la serie Hawaii 5-0, con muchas escenas filmadas en el complejo de ocio. Kaiser finalmente compró y construyó una cadena de estaciones de radio y televisión que se conoció como Kaiser Broadcasting. Algunos distintivos de llamada incluían sus iniciales "HK", comenzando en 1957 en Honolulu con KHVH-TV 13 y KHVH AM 1040.

## Vida personal
La primera esposa de Kaiser, Bess Fosburgh, murió el 14 de marzo de 1951, tras una prolongada enfermedad. Kaiser se casó con la enfermera que la había cuidado, Alyce Chester (supuestamente con la bendición de su esposa) el 10 de abril de 1951. Adoptó a su hijo, quien como Michael Kaiser, asistió a la cercana escuela pública Vallecito de Lafayette. Sin embargo, la atención de Kaiser pronto se trasladó a Hawái y en 1955, trasladó a su familia allí. Después de que Kaiser se mudó a Hawái, la finca del oeste de Lafayette Kaiser se deterioró y finalmente fue demolida. Hoy en día, la propiedad es irreconocible, subdividida en varias viviendas.

### Muerte
El 24 de agosto de 1967, Kaiser murió a la edad de 85 años en Honolulu. Está enterrado en el Mausoleo Principal del Cementerio Mountain View, en Oakland (California).
Le sobrevivieron su segunda esposa, Alyce Chester Kaiser, quien heredó la mitad de su fortuna, y su hijo mayor, Edgar F. Kaiser, quien había sido presidente de Kaiser Industries Corporation desde 1956.
Uno de los nietos de Kaiser, Edgar Kaiser, Jr, fue elegido presidente de Kaiser Steel de 1981 a 1984 y fue propietario brevemente de la franquicia Denver Broncos de la NFL. Otro nieto, Henry, es un buzo antártico y guitarrista experimental.

## Legado
Kaiser participó en la construcción de centros cívicos, carreteras y escuelas. Formó parte del consorcio que construyó la presa Hoover y la presa Grand Coulee. También destacó por hacer avanzar la sanidad con el desarrollo y la construcción de hospitales, centros médicos y escuelas de medicina. La ciudad minera de Eagle Mountain (California), construida como parte de la primera operación integrada de minería/procesamiento de la Costa Oeste, y conectada por ferrocarril a su fundición en Fontana (California), fue el lugar de nacimiento de Kaiser Permanente, la primera organización privada dedicada a la salud de los trabajadores de una empresa en los Estados Unidos.
Una clase de buque de aprovisionamiento logístico, con 18 unidades construidas para la Armada de los Estados Unidos en las décadas de 1980 y 1990 se denomina Clase Henry J. Kaiser. Su unidad líder, USNS Henry J. Kaiser (T-AO-187), el primer barco de la Armada de los EE. UU. llamado Kaiser, entró en servicio con el Comando de Transporte Marítimo Militar el 19 de diciembre de 1986.
En 1990, Kaiser fue nombrado miembro del Salón de la Fama del Trabajo del Departamento de Trabajo de EE. UU. en Washington D. C., con el apoyo de los Amigos del Departamento de Trabajo.
El 1 de diciembre de 2009, el gobernador Arnold Schwarzenegger y su esposa Maria Shriver incorporaron a Kaiser póstumamente al Salón de la Fama de California en el Museo de California, Sacramento (California).

## Lecturas relacionadas
- Adams, Stephen B. Mr. Kaiser Goes to Washington: The Rise of a Government Entrepreneur (1998)
- Cobbs, Elizabeth Anne. The Rich Neighbor Policy: Rockefeller and Kaiser in Brazil (1994)
- Dias, Ric A. "Henry J. Kaiser: Can-do Capitalist, 'Government Entrepreneur,' and Western Booster", Journal of the West (Fall 2003) 42#3 pp. 54–62.
- Dias, Ric A. "'Built to serve the growing West,'" Journal of the West (Oct 1999) 38#4 pp. 57–64, on Kaiser Steel
- Foster, Mark S. Henry J. Kaiser: Builder in the Modern American West (1993)
- Foster, Mark S. "Prosperity's Prophet: Henry J. Kaiser and the Consumer/Suburban Culture: 1930-1950", Western Historical Quarterly (1986) 17#2 pp. 165–184 in JSTOR
- Gilford, Stephen A. Build 'Em by the Mile, Cut 'Em off by the Yard: How Henry J. Kaiser and the Rosies Helped Win World War II (2011)
- Herman, Arthur. Freedom's Forge: How American Business Produced Victory in World War II (2012)